# Nacer Abdellah
Nacer Abdellah, né le 3 mars 1966 à Sidi Slimane, est un joueur de football international marocain qui évoluait au poste de défenseur latéral droit. Il dispute la majeure partie de sa carrière en Belgique et participe à la Coupe du monde 1994 aux États-Unis. Il a pris sa retraite sportive à la fin de l'année 2003 et s'est reconverti dans le monde des affaires.

## Carrière
Nacer Abdellah né à Sidi Slimane, au Maroc, en 1966. Un an plus tard, sa famille émigre en Belgique et s'installe à Malines, où le garçon commence le football en 1974 dans l'un des deux principaux clubs de la ville, le FC Malines. Il y effectue toute sa formation et intègre l'équipe première en 1983. Il y joue très peu en trois ans et est prêté au KSV Bornem, en Division 3, lors de la saison 1986-1987. À son retour, il est autorisé à partir et signe au KFC Lommelse SK, champion dans sa série de Division 3 et promu en deuxième division. Là-bas, il s'impose rapidement comme titulaire au poste d'arrière-droit durant trois saisons, ponctuées par une participation au tour final pour l'accession en Division 1. Le club échoue dans la lutte pour la montée mais les bonnes performances du joueur sont remarquées par des clubs de l'élite.
Durant l'été 1990, Nacer Abdellah s'engage avec le Cercle de Bruges, actif en première division. Devenu international marocain à la même période, il trouve rapidement ses marques dans l'équipe et s'installe comme titulaire au poste d'arrière droit. Après trois saisons dans la Venise du nord, il est transféré au KSV Waregem, quatrième la saison précédente. Il commence la saison dans le onze de base mais les résultats sont négatifs. De plus, il entre en conflit avec l'entraîneur Paul Theunis et est écarté du noyau professionnel en janvier 1994 après avoir été joué un match de qualification pour la Coupe du monde 1994 le 10 octobre 1993. Malgré le changement d'entraîneur en cours de saison, il ne joue quasiment plus, ce qui ne l'empêche pas d'être quand même sélectionné pour disputer la phase finale du tournoi aux États-Unis. Dans une interview, il accuse son ancien club d'être un « club raciste » pour justifier sa mise à l'écart.
Après la Coupe du monde où il dispute les deux premières rencontres de son pays, il part pour l'étranger et rejoint le CD Ourense, en deuxième division espagnole. Il y joue assez peu et, après la relégation du club au niveau inférieur, est renvoyé en équipe réserve pendant un an. En juillet 1996, Nacer Abdellah arrive au FC Den Bosch, un club évoluant en deuxième division néerlandaise. Il dispute 22 rencontres durant la saison, inscrivant un but. Durant l'entre-saison, il est transféré au SC Telstar, un autre club de Division 2. Régulièrement titularisé lors de sa première saison, il doit ensuite se contenter d'un statut de réserviste. En décembre 1999, il est forcé de quitter le club pour avoir enfreint le règlement en disputant des rencontres de futsal. Il décide alors d'aller jouer dans son pays d'origine et s'engage avec le Kawkab de Marrakech en janvier 2000. Il y joue durant trois ans et demi en première division marocaine. En mai 2003, il est de retour en Belgique et signe un contrat au Yellow Red KV Malines, nouveau nom du FC Malines de ses débuts, où il est nommé entraîneur des jeunes tout en dépannant ponctuellement en équipe première. Après six mois, il quitte le club et met un terme définitif à sa carrière.

## Sélections internationales
1. 24/05/1989 Kénitra : Maroc vs Algérie 1 - 0 Amical
2. 11/06/1989 Kinshasa : Zaïre vs Maroc 0 - 0 Elim. CM 1990
3. 11/10/1992 Casablanca : Maroc vs Ethiopie 5 - 0 Elim. CM 1994
4. 25/10/1992 Cotonou : Bénin vs Maroc 0 - 1 Elim. CM 1994
5. 08/11/1992 Casablanca : Maroc vs Egypte 0 - 0 Elim. CAN 1994
6. 18/04/1993 Casablanca : Maroc vs Sénégal 1 - 0 Elim. CM 1994
7. 06/02/1994 Slovaquie - Maroc à Sharjah 1 - 2 Tournoi EAU
8. 23/02/1994 Casablanca : Maroc vs Finlande : 0 - 0 Amical
9. 23/03/1994 Luxembourg : Luxembourg vs Maroc 1 - 2 Amical
10. 20/04/1994 Salta : Argentine vs Maroc : 3 - 1 Amical
11. 01/06/1994 Montréal : Canada vs Maroc : 1 - 1 Amical
12. 19/06/1994 Belgique - Maroc à Orlando 1 - 0 C.M 1994
13. 25/06/1994 Arabie Saoudite - Maroc à New York 2 - 1 C.M 1994

## Statistiques
| Saison                | Club                  | Championnat           | Championnat | Championnat | Coupe(s) nationale(s) | Coupe(s) nationale(s) | Compétition(s) continentale(s) | Compétition(s) continentale(s) | Compétition(s) continentale(s) | Total | Total |
| Saison                | Club                  | Division              | M.          | B.          | M.                    | B.                    | Comp.                          | M.                             | B.                             | M.    | B.    |
| 1983-1984             | FC Malines            | Division 1            | 0           | 0           | -                     | -                     | -                              | 0                              | 0                              | 0     | 0     |
| 1984-1985             | FC Malines            | Division 1            | 1           | 0           | -                     | -                     | -                              | 0                              | 0                              | 1     | 0     |
| 1985-1986             | FC Malines            | Division 1            | 0           | 0           | -                     | -                     | -                              | 0                              | 0                              | 0     | 0     |
| 1986-1987             | KSV Bornem            | Division 3            | 28          | 5           | 0                     | 0                     | -                              | 0                              | 0                              | 28    | 5     |
| 1987-1988             | KFC Lommelse SK       | Division 2            | 27          | 2           | -                     | -                     | -                              | 0                              | 0                              | 27    | 2     |
| 1988-1989             | KFC Lommelse SK       | Division 2            | 24          | 6           | 0                     | 0                     | -                              | 0                              | 0                              | 24    | 6     |
| 1989-1990             | KFC Lommelse SK       | Division 2            | 30          | 9           | 2                     | 0                     | -                              | 0                              | 0                              | 32    | 9     |
| 1990-1991             | Cercle Bruges KSV     | Division 1            | 23          | 0           | 1                     | 0                     | -                              | 0                              | 0                              | 24    | 0     |
| 1991-1992             | Cercle Bruges KSV     | Division 1            | 24          | 1           | 1                     | 0                     | -                              | 0                              | 0                              | 25    | 1     |
| 1992-1993             | Cercle Bruges KSV     | Division 1            | 26          | 0           | 1                     | 0                     | -                              | 0                              | 0                              | 27    | 0     |
| 1993-1994             | KSV Waregem           | Division 1            | 14          | 0           | 2                     | 0                     | C3                             | 1                              | 0                              | 17    | 0     |
| 1994-1995             | CD Ourense            | Segunda División      | 12          | 6           | -                     | -                     | -                              | 0                              | 0                              | 12    | 6     |
| 1995-1996             | CD Ourense            | Segunda División B    | -           | -           | -                     | -                     | -                              | 0                              | 0                              | 0     | 0     |
| 1996-1997             | FC Den Bosch          | Eerste divisie        | 22          | 1           | -                     | -                     | -                              | 0                              | 0                              | 22    | 1     |
| 1997-1998             | SC Telstar            | Eerste divisie        | 25          | 2           | -                     | -                     | -                              | 0                              | 0                              | 25    | 2     |
| 1998-1999             | SC Telstar            | Eerste divisie        | 17          | 1           | -                     | -                     | -                              | 0                              | 0                              | 17    | 1     |
| 1999-2000             | SC Telstar            | Eerste divisie        | 8           | 0           | 1                     | 0                     | -                              | 0                              | 0                              | 9     | 0     |
| 1999-2000             | Kawkab de Marrakech   | Botola Pro            | -           | -           | -                     | -                     | -                              | 0                              | 0                              | 0     | 0     |
| 2000-2001             | Kawkab de Marrakech   | Botola Pro            | -           | -           | -                     | -                     | -                              | 0                              | 0                              | 0     | 0     |
| 2001-2002             | Kawkab de Marrakech   | Botola Pro            | -           | -           | -                     | -                     | -                              | 0                              | 0                              | 0     | 0     |
| 2002-2003             | Kawkab de Marrakech   | Botola Pro            | -           | -           | -                     | -                     | -                              | 0                              | 0                              | 0     | 0     |
| 2003-2004             | YR KV Malines         | Division 3            | 3           | 0           | 0                     | 0                     | -                              | 0                              | 0                              | 3     | 0     |
| Total sur la carrière | Total sur la carrière | Total sur la carrière | 284         | 30          | 8                     | 0                     | -                              | 1                              | 0                              | 293   | 30    |